# Langoiran
Langoiran ist eine französische Gemeinde im Département Gironde in der Region Nouvelle-Aquitaine. Sie gehört zum Kanton L’Entre-deux-Mers im Arrondissement Langon. 
Die Gemeinde an der Garonne liegt circa 25 Kilometer südlich der Stadt Bordeaux. Während Langoiran im Jahr 1962 noch über 1571 Einwohner verfügte, zählte man im 1. Januar 2022 schon 2210 Einwohner.

## Bevölkerungsentwicklung
| Jahr                      | 1962 | 1968 | 1975 | 1982 | 1990 | 1999 | 2011 | 2016 |
| Einwohner                 | 1571 | 1695 | 1660 | 2007 | 2024 | 1997 | 2287 | 2171 |
| Quelle: Cassini und INSEE |      |      |      |      |      |      |      |      |

## Weinbau
Langoiran ist eine Weinbaugemeinde; die Rebflächen gehören zu den Appellationen Côtes de Bordeaux und Cadillac.

## Sehenswürdigkeiten

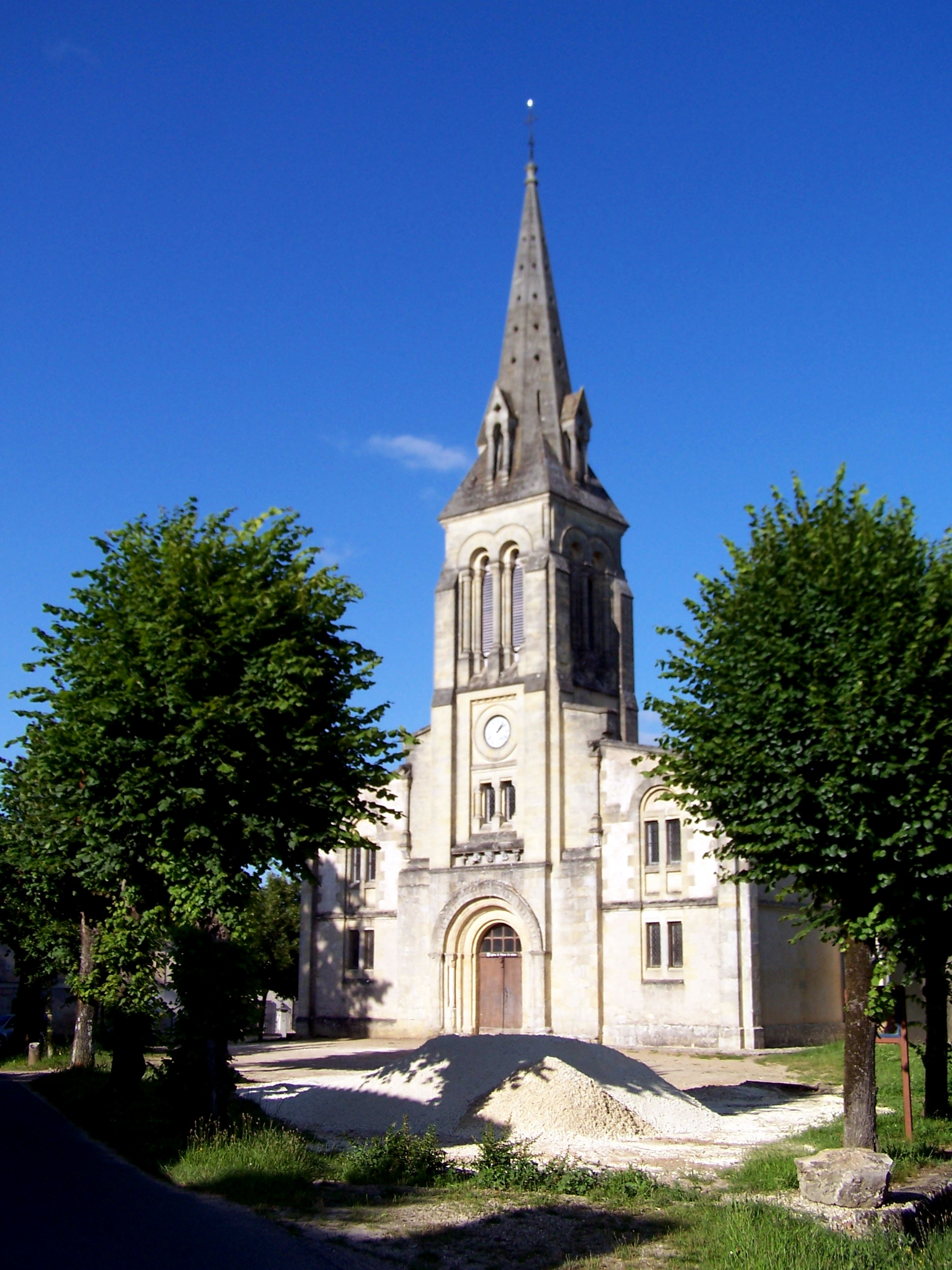
Kirche St. Peter in Ketten

- Kirche Saint Léonce, Ende des 19. Jahrhunderts
- Befestigte Mühle Gaillardon, 14. und 15. Jahrhundert
- Ruine der Burg Langoiran, einer Burg aus dem 13. Jahrhundert
- Romanische Kirche Saint-Pierre-ès-Liens (St. Peter in Ketten)

Siehe auch: Liste der Monuments historiques in Langoiran

## Persönlichkeiten
- Arnaud Berquin (1747–1791), Schriftsteller
- Alain Giresse (* 1952), Fußballspieler und -trainer